# Aïn Beïda (Oum el-Bouaghi)
Aïn Beïda è un comune dell'Algeria, situato nella provincia di Oum el-Bouaghi.